# Brigadas de Resistencia Libanesa
Las Brigadas de Resistencia Libanesa (conocidas en árabe como Saraya al-Muqawama al-Lubnaniya, o simplemente como  Saraya) son un grupo paramilitar libanés aconfesional afiliado a Hezbolá. Esta milicia irregular está compuesta por musulmanes suníes, cristianos, drusos y chiitas no practicantes con un fuerte sentido antiisraelí. Las Brigadas de Resistencia están financiadas, entrenadas y armadas por Hezbolá. Los efectivos y la organización del grupo no están claras.
El grupo fue fundado en 1997 para contrarrestar a Israel, desde entonces su enfoque se ha expandido para contrarrestar a extremistas suníes como ISIS.

## Fundación
Las Brigadas de Resistencia fueron fundadas para aumentar el personal de las fuerzas antiisraelíes en el Líbano y negar a Israel la libertad de movimiento en áreas no chiitas. El Centro de Lucha contra el Terrorismo de West Point informa que las Brigadas de Resistencia se fundaron en noviembre de 1997, mientras que otras fuentes afirman que fueron a principios de los años 1990, 2004 o 2009.

## Entrenamiento
Los miembros de la Brigada son entrenados en campos dirigidos por Hezbolá junto con reclutas normales de está organización. Sin embargo, no reciben la formación ideológica de Hezbolá. Un reclutador describió al grupo como «hecho para gente no extremista». La milicia es popular entre los cristianos en el Valle de la Becá y la norte del Líbano

## Historia
Las brigadas entraron en combate por primera vez en 1998. Afirman haber participado en más de trescientas operaciones antes de que Israel se retirara del sur del Líbano en 2000. El grupo también estuvo involucrado en la Guerra del Líbano de 2006 con Israel.
La milicia se describe como un «auxiliar operativo» o subsidiaria de Hezbolá.
Los miembros del grupo luchan bajo la bandera y la estructura de mando de Hezbollá en combate, pero están al menos nominalmente separados en tiempos de paz. También reciben información de inteligencia de Hezbolá.

### Participación en Siria
Unidades de la Brigada de Resistencia han estado involucradas en la Guerra Civil Siria. No participan en combates, sino que apoyan logísticamente a Hezbolá y actúaron como interlocutores entre Hezbolá y las comunidades cristiana y suní. A pesar de esto, algunos combatientes han muerto en Siria.